# Polignac (Haute-Loire)
Polignac település Franciaországban, Haute-Loire megyében. Lakosainak száma 2827 fő (2022. január 1.). Polignac Aiguilhe, Blanzac, Chadrac, Chaspinhac, Espaly-Saint-Marcel, Lavoûte-sur-Loire, Le Monteil, Le Puy-en-Velay, Saint-Paulien, Saint-Vidal és Sanssac-l’Église községekkel határos.

## Népesség
A település népességének változása:
| Lakosok száma | 1407 | 2003 | 2384 | 2786 | 2822 | 2830 | 2814 | 2810 | 2818 | 2827 |
|               | 1968 | 1982 | 1990 | 2006 | 2013 | 2015 | 2017 | 2019 | 2020 | 2022 |